# Modest Urgell i Inglada

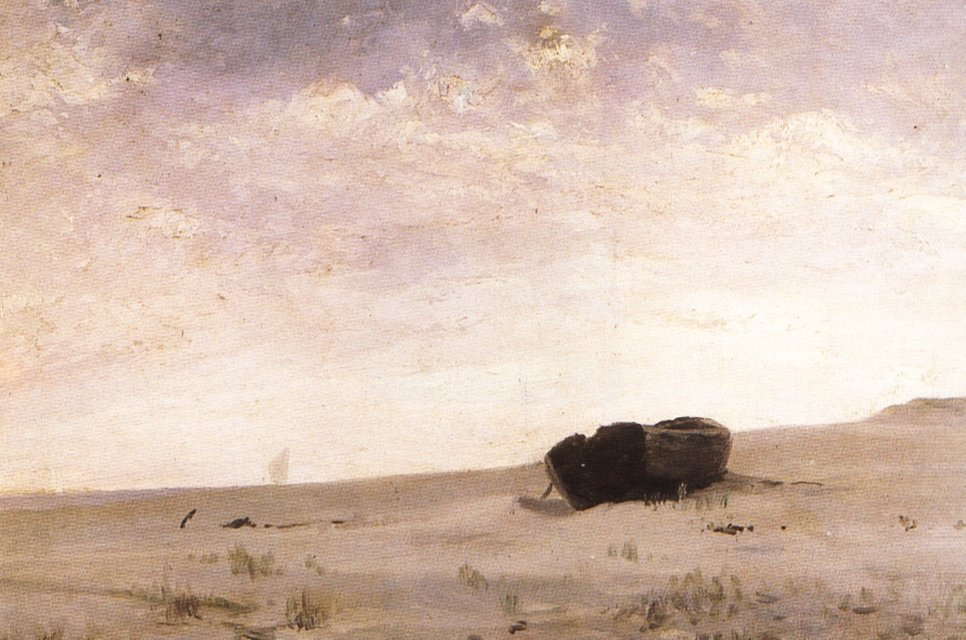
Modest Urgell, Marina, 1892

Modest Urgell i Inglada (Barcelona, 1839 – aldaar, 1919) was een Spaans kunstschilder en acteur.
Modest Urgell volgde een kunstopleiding aan de Escola de la Llotja in Barcelona (bij Ramon Martí i Alsina). Hij schilderde bijna uitsluitend landschappen, stranden en dorpsgezichten en was lid van de Barcelonese kunstenaarsvereniging "Cercle del Liceu".
Urgell was ook actief als acteur en schreef zelf ook enkele theaterstukken (Lejos de los Ojos, Cerca del Corazón).

## Tentoonstellingen
- 1992, Barcelona, Fundació La Caixa (retrospectieve)